# Mao Yushi
Mao Yushi (nascido em 14 de janeiro de 1929 em Nanjing, Jiangsu) é um economista chinês. Mao se formou na Universidade Jiao Tong de Xangai em 1950 e foi rotulado de "direitista" em 1958. Em 1986, Mao foi professor visitante na Universidade de Harvard e em 1990 foi conferencista sênior na Universidade de Queensland.

## Carreira
Ele cofundou o Unirule Institute of Economics, que educou novas e velhas gerações de chineses sobre a importância da propriedade privada, liberdade de escolha, troca voluntária, estado de direito e outros aspectos da economia de livre mercado, ensinando como fazer a transição do planejamento central. Em 4 de maio de 2012, Mao Yushi foi agraciado com o Prêmio Milton Friedman do Cato Institute para o Avanço da Liberdade por seu trabalho em liberalismo clássico e economia de livre mercado. Em outubro de 2014, Pequim iniciou uma "repressão à dissidência" ao proibir a publicação de seus trabalhos. Em janeiro de 2017, eles também fecharam seu site.

### Críticas a Mao Zedong
Mao Yushi escreveu uma coluna online criticando as políticas comunistas e totalitárias de Mao Zedong na China. Ele foi atacado por maoístas no país, que pediram a sua prisão.

## Família
O tio de Mao era o famoso engenheiro Mao Yisheng.